# Duguetia uniflora
Duguetia uniflora là loài thực vật có hoa thuộc họ Na. Loài này được (DC.) Mart. mô tả khoa học đầu tiên năm 1841.